# Anton Levin
Anton Levin, född 20 oktober 1992, är en svensk friidrottare (häcklöpning) tävlande för IFK Lidingö.
Under SM i Helsingborg 2017 tog han sitt första individuella SM-guld efter en seger bara några hundradelar före Max Hrelja. Detta på tiden 14,31.
Under inomhussäsongen 2019 slog Levin till med nytt personligt rekord på 60 m häck 7,79. Detta gjorde att han kvalificerade sig för inomhus-EM i Glasgow där han senare tog sig till semifinalen.

## Personliga rekord
| Utomhus - 100 meter – 11,08 (Skara, Sverige 6 juni 2019) - 200 meter – 21,93 (Jönköping, Sverige 17 juni 2015) - 110 meter häck – 13,89 (Helsingfors, Finland 4 september 2022) - 400 meter häck – 55,41 (Kalmar, Sverige 15 juni 2014) - Höjdhopp – 1,93 (Helsingborg, Sverige 24 augusti 2013) - Kula – 12,55 (Eslöv, Sverige 10 september 2011) | Inomhus - 60 meter – 6,99 (Lund, Sverige 16 januari 2016) - 200 meter – 22,92 (Malmö, Sverige 26 januari 2014) - 60 meter häck – 7,79 (Norrköping, Sverige 17 februari 2019) |